# Casearia stenophylla
Casearia stenophylla är en videväxtart som beskrevs av Albert Charles Smith. Casearia stenophylla ingår i släktet Casearia och familjen videväxter. Inga underarter finns listade i Catalogue of Life.